# بيت الأبيض (جبلة)

تعديل مصدري - تعديل

بيت الأبيض محلة تابعة لقرية اكمة الرهيش، التابعة لعزلة الاصابح بمديرية جبلة إحدى مديريات محافظة إب في الجمهورية اليمنية، بلغ تعداد سكانها 26 حسب تعداد اليمن لعام 2004.